# اریکا دورنس
اریکا دورنس (به انگلیسی: Erica Durance) (متولد ۲۱ ژوئن ۱۹۷۸) یک بازیگر کانادایی است. معروفیت او بیشتر بخاطر بازی در نقش لوییس لین در سریال اسمالویل و نقش الورا در سریال سوپرگرل است.
دورنس در سال ۲۰۱۲ در سریالی درام به نام نگهداری امید در نقش اصلی شروع به بازی کرد.

## زندگی
دورنس در شهر کلگری در ایالت آلبرتا متولد شد. او پس از فارغ‌التحصیل شدن از مدرسه به ونکوور در بریتیش کلمبیا رفت تا اهدافش در زمینه بازیگری به صورت حرفه‌ای را دنبال کند. او چندین سال به همراه همسرش دیوید پافی در زمینه بازیگری آموزش دید و کارش را با بازی در کلیپ‌های تبلیغاتی و نقش‌های مهمان شروع کرد.
او پس از ازدواج اولش با نام اریکا پارکر شناخته می‌شد که با طلاق گرفتن از همسر اولش بلافاصله نامش را تغییر داد. دورنس ۸ ژانویه ۲۰۰۵ با یک بازیگر، نویسنده و کارگردان کانادایی به نام دیوید پافی ازدواج کرد. او یک پسرخوانده به نام لازلو دارد که از رابطه قبلی همسرش است.

## حرفه
دورنس در مجموعه تلویزیونی اسمالویل در فصل چهارم به عنوان بازیگر مهمان در نقش لوییس لین استخدام شد و پس از آن تهیه‌کنندگان سریال تصمیم گرفتند که او را دوباره استخدام کنند و از فصل پنجم به یکی از بازیگران اصلی سریال تبدیل شد و تا پایان سریال در آن حضور داشت.